# Pierre de la Foret
Pierre de la Foret (anche  Forest, Foresta e Laforest) (La Suze-sur-Sarthe, 1305 – Villeneuve-lès-Avignon, 7 giugno 1361) è stato un cardinale e arcivescovo cattolico francese.

## Biografia
Nato in un piccolo villaggio nei pressi di Le Mans, era figlio di Pierre de la Forêt e di Marguerite de la Chapelle. Avviato fin da fanciullo alla carriera ecclesiastica, ottenne il dottorato in utroque iure. Fu professore di legge civile e canonica presso le Università di Orléans e di Angers. Trasferitosi a Parigi, vi svolse la professione di avvocato e fu scelto dal re Filippo di Valois come suo rappresentante legale in parlamento. Nel 1347 divenne cancelliere del duca di Normandia e poi canonico del capitolo della cattedrale di Parigi e arcidiacono di Montfort, nella diocesi di Le Mans.
Nel 1347 fu eletto vescovo di Le Mans dal capitolo della cattedrale, ma la sua elezione non fu confermata dal papa. Il 24 giugno 1349 fu eletto vescovo di Tournai. Nel dicembre 1349 fu nominato cancelliere di Francia e all'approssimarsi della morte del re, il 2 luglio 1350 fu scelto come suo esecutore testamentario. Alla salita al trono del nuovo re Giovanni II fu confermato nell'incarico di cancelliere.
Il 20 dicembre 1350 divenne vescovo di Parigi. Nel settembre 1351 fu inviato come ambasciatore a Guynes e a Calais per cercare di arrivare alla pace con gli inglesi, ma l'unico risultato che riuscì ad ottenere fu una tregua, firmata il 17 settembre. L'8 febbraio 1352 fu promosso alla sede metropolitana di Rouen, sede che occupò fino alla sua elezione al cardinalato. Dopo aver acquistato i terreni di La Loupelande, nel Maine, riuscì anche ad ottenere le patenti di nobiltà nell'ottobre 1354, così da poterli mantenere.
Fu creato cardinale presbitero con il titolo dei Santi XII Apostoli nel concistoro del 23 dicembre 1356; nel maggio dell'anno successivo entrò nella curia papale in Avignone. Durante la reggenza del delfino, il duca Carlo di Normandia, gli Stati Generali, radunati il 5 febbraio 1357, gli imposero di rassegnare le dimissioni dalla cancelleria e da altri uffici; riuscì ad ottenere la cancelleria il 28 maggio 1359. Dopo essere stato legato di papa Innocenzo VI in Sicilia. Dopo un'ultima ambasceria in Francia, si ritirò ad Avignone e redasse le sue ultime volontà.
Morì il 7 giugno 1361 di peste a Villeneuve-lès-Avignon. Fu sepolto nella cattedrale di Le Mans, accanto allo zio Geoffroy de la Chapelle, vescovo di quella sede. Il capitolo della cattedrale di Parigi ha una statua del cardinale posta nel coro della cattedrale di Notre-Dame.